# Джон Пілджер
Джон Річард Пілджер (англ. John Richard Pilger, 9 жовтня 1939, Сідней, Австралія — 30 грудня 2023, Лондон) — австралійський кінорежисер, сценарист, журналіст і громадський діяч. Отримав величезну популярність своїми репортажами та документальними зйомками з різних гарячих точок планети: В'єтнаму, Камбоджі, Нікарагуа, Східного Тимору, Єгипту, Індії, Бангладеш, Біафри.  Двічі ставав журналістом року у Великій Британії.
Комуніст[джерело?]. Активно підтримував путінський режим, Україну вважав нацистською державою, що займається геноцидом російськомовних.

## Біографія
Джон Пілджер народився в 1939 р в Бонді, передмісті Сіднея (Австралія). У сім'ї було німецьке, ірландське та англійське коріння. Брат Грехем (1932-2017) був активістом за права людей з обмеженими можливостями і радником лейбористського уряду Гофа Вітлема.
Під час навчання в Сіднейській старшій школі для хлопчиків (Sydney Boys High School) брав участь в редакції шкільної газети «Messenger». З 1958 року став працювати кур'єром, а потім репортером в «Sydney Sun», а на початку 1960-х років влаштувався на роботу в англійську газету «Daily Mirror». Став одним з провідних репортерів цієї газети, спеціалістом із соціальних питань. Відтоді він живе в Англії.
Був військовим кореспондентом у В'єтнамі, Камбоджі, Єгипті, Індії, Бангладеш, Біафрі. Зняв десятки документальних фільмів, які завжди опинялися в центрі уваги, іноді першими доносили до широкого загалу відомості про трагічні події, в той час, коли офіційні ЗМІ зберігали повне мовчання. Навіть був свідком вбивства Роберта Ф. Кеннеді 5 червня 1968 року.

## Документалістика
Свій перший документальний фільм «Тихий бунт» (The Quiet Mutiny) Пілджер зняв в 1970 році у військовому таборі Снафф, вивчаючи психологічний стан військовослужбовців США у В'єтнамській війні .
Разом з двома колегами, Девідом Мунро і фотокореспондентом Еріком Пайпером, відвідав Камбоджу після повалення режиму « червоних кхмерів » у 1979 році.  Піджер, який називав Пол Пота «азійським Гітлером», потрапив до списків осіб, які підлягали знищенню з боку «червоних кхмерів», але завдяки пильності знімальної групи ніхто не постраждав.  Результатом цієї роботи стала серія ексклюзивних газетних репортажів і документальна стрічка «Нульовий рік: Тиха смерть в Камбоджі» (Year Zero: the Silent Death of Cambodia) про наслідки полпотівського геноциду і про гуманітарну катастрофу в країні. Фільм допоміг зібрати близько 45 млн доларів благодійних внесків, які стали одним із перших випадків гуманітарної допомоги камбоджійському народу.  Пілджер і Мунро згодом зняли ще чотири фільми про Камбоджі.
Продовженням теми геноциду став фільм Пілджера 1993 року «Смерть нації: Тиморська змова» (Death of a Nation: The Timor Conspiracy). В ньому розповідається про злочини індонезійської армії, скоєні під час розпочатої у 1975 році окупації Східного Тимору.  Фільм привернув увагу світової громадськості до визвольної боротьби тиморців за свою незалежність, якої вони досягли до кінця десятиліття.  Коли «Смерть нації» був показаний в Австралії, Міністр закордонних справ Гарет Еванс після виходу фільму в Австралії (роль якої в підтримці індонезійської окупації також була освітлена) вкрай негативно відгукнувся про нього, заявивши, що Пілджер надає «спотворений сенсаціоналізм упереміш з лицемірством».
Пілджер різко критикував політику уряду по відношенню до австралійських аборигенів в своїх книгах і декількох фільмах, наприклад, «Секретна країна: Корінні австралійці завдають удару у відповідь» (The Secret Country: The First Australians Fight Back, 1985) і «Ласкаво просимо до Австралії» ( Welcome to Australia, 1999). Фільм 2004 року «Викрадаючи націю» (Stealing a Nation) оповідає про долю корінних жителів архіпелагу Чагос, яких в 1960-1970-і роки британська влада в змові з американськими чиновниками, виплативши мізерну компенсацію поселили, виселили з рідних островів, в нетрі Маврикія - з метою розчистити плацдарм для великої американської військової бази на острові Дієго-Гарсія, звідки авіація США могла бомбити Афганістан та Ірак. Хоча Верховний суд Великої Британії ухвалив, що виселення було незаконним і жителі острова мають право повернутися, а Міжнародний суд ООН назвав цю депортацію «злочином проти людяності», уряд Великої Британії заборонив жителям архіпелагу коли-небудь повернутися додому.
У своєму першому фільмі, випущеному в кінотеатрах — «Війна з демократією» (The War on Democracy, 2007) — Пілджер досліджує історію і сучасність втручання Вашингтона в справи країн Латинської Америки, включаючи військові інтервенції і перевороти, і роль втручання США у внутрішню політику Венесуели, Болівії, Чилі. У стрічці показується як таємно, а часом і нахабно відкрито, ЦРУ проводило операції зі зміни народних правителів країн регіону, неугодних США. Зокрема, показана роль США і ЦРУ в поваленні демократично обраного лівого уряду Сальвадора Альєнде в Чилі в 1973 році і встановленні військової диктатури генерала Аугусто Піночета. Фільм також зупиняється на ролі Школи Америк, в якій США готували військові кадри для латиноамериканських армій, включаючи майбутніх диктаторів і їх пособників в порушенні прав людини. Описана і невдала спроба повалення президента Венесуели Уго Чавеса в 2002 році, зупинена народної мобілізацією прихильників останнього.

## Погляди
Ще з початку своєї діяльності, коли йому довелося вести репортажі з полів В'єтнамської війни, Пілджер є послідовним і непримиренним противником багатьох аспектів політики держав Заходу, особливо США. Виступав як один з найбільш різких критиків політики Джорджа Буша і Тоні Блера (війна в Іраку і не тільки). Також критично ставився до Барака Обами, вважаючи, що його мета — закріпити роль США як світового головоріза.
З числа світових лідерів підтримував президента Венесуели Уго Чавеса.

## Підтримка Росії
У травні 2014 року Пілджер опублікував статтю в The Guardian, давши наступну оцінку Євромайдану та Революції Гідності:
| Вперше з часів правління Рейгана США погрожують втягнути світ у війну. Оскільки Східна Європа та Балкани тепер є військовими форпостами НАТО, останню «буферну державу», що межує з Росією – Україну – розривають на частини фашистські сили, звільнені США та ЄС. Ми на заході зараз підтримуємо неонацистів у країні, де українські нацисти підтримали Гітлера. |
У вересні 2022 року, ретвітнув цю статтю на своєму акаунті, щоб нагадати про свої погляди. Також додав «Я написав це для Guardian у 2014 році, коли хунта перевороту в Києві оголосила війну своєму російськомовному населенню на Донбасі.»
Російська анексія Криму та агресія на сході України були прокоментовані ним так:

| Організувавши державний переворот у лютому проти демократично обраного уряду в Києві, заплановане Вашингтоном захоплення історичної, законної військово-морської бази Росії в Криму провалилося. Росіяни захищалися, як вони робили проти кожної загрози та вторгнення із заходу протягом майже століття. Але військове оточення НАТО прискорилося разом із організованими США нападами на етнічних росіян в Україні. Якщо Путіна вдасться спровокувати прийти їм на допомогу, його заздалегідь визначена роль «ізгоя» виправдає керовану НАТО партизанську війну, яка, ймовірно, перекинеться на саму Росію. |
Повномасштабне вторгнення Росії у 2022 році висвітлювалося у схожому стилі:

| Російське вторгнення в Україну відбувається не за графіком, як стверджують його англо-американські пропагандисти, чия пропаганда привласнила цю новину. У 2022 році інакомислення є справжнім ворогом у «демократіях». |
—17 лютого 2022
| Як НАТО поставило світ на порозі Третьої світової війни. Прочитайте це і зрозумійте різницю між сприйняттям і фактами: |
—23 вересня 2022 року (у відгуку про статтю засудженого педофіла Скотта Ріттера)
Україна, згідно з Пілджером, нацистська держава, єдиною метою якої є знищення російськомовних.

| Україна — єдина в Європі країна, яка відкрито заповнена неонацистами, тоді як Британія готує заражену неонацистами Національну гвардію України. |

## Визнання
Неодноразово отримував премії з журналістики і за захист прав людини.
Двічі визнавався кращим журналістом року у Великій Британії. Його документальні фільми отримували академічні нагороди у Великій Британії, США, Австралії та інших країнах. Остання з них — Сіднейська премія миру (2009 рік).  Почесний доктор наук декількох університетів (Стаффордшир, Дубліна та ін.).
Гарольд Пінтер (Harold Pinter), Нобелівський лауреат з літератури за 2005 рік, зазначив: «Джон Пілджер безстрашний.  Він витягує істину, строго дотримуючись фактів, і передає її нам. Я знімаю перед ним капелюха».

## Фільмографія
Автор кількох документальних фільмів:
- «Немодна трагедія»
- «Нульовий рік: тиха смерть Камбоджі»
- «Нікарагуа - право народу на виживання»
- «Руйнуючи мовчання: Правда і брехня у війні з терором»
- «Війна з демократією»
- «Війна, яку Ви не бачите»

## Статті
- Ліберальний спосіб поводження з миром: «Покращуйтесь», або ми вас знищимо» [Архівовано 19 січня 2019 у Wayback Machine.], Джон Пілджер для видання «Global Research» (Канада), 5 вересня 2012
- Нова пропаганда - ліберальна, нове рабство - цифрове [Архівовано 20 січня 2019 у Wayback Machine.] , Джон Пілджер, OpEdNews 13 березня 2013
- На Україні нас наполегливо втягують у війну з Росією (In Ukraine, the US is dragging us towards war with Russia), «The Guardian» (Велика Британія), 13 травня 2014 року, Джон Пілджер (John Pilger)